# Powiat Balassagyarmat
Powiat Balassagyarmat (węg. Balassagyarmati járás) – jeden z sześciu powiatów komitatu Nógrád na Węgrzech. Siedzibą władz jest miasto Balassagyarmat.

## Miejscowości powiatu Balassagyarmat
- Balassagyarmat
- Becske
- Bercel
- Cserháthaláp
- Cserhátsurány
- Csesztve
- Csitár
- Debercsény
- Dejtár
- Drégelypalánk
- Érsekvadkert
- Galgaguta
- Herencsény
- Hont
- Hugyag
- Iliny
- Ipolyszög
- Ipolyvece
- Magyarnándor
- Mohora
- Nógrádkövesd
- Nógrádmarcal
- Őrhalom
- Patak
- Patvarc
- Szanda
- Szécsénke
- Szügy
- Terény